# Sigmodon hirsutus
Sigmodon hirsutus е вид бозайник от семейство Хомякови (Cricetidae).

## Разпространение
Видът е разпространен във Венецуела, Гватемала, Колумбия, Коста Рика, Мексико, Никарагуа, Панама, Салвадор и Хондурас.